# 拉塞·摩爾菲德
拉塞·摩爾菲德（丹麥語：Lasse Mølhede，1993年10月25日—），丹麦男子羽毛球運動員。

## 簡歷
2015年1月，拉塞·摩爾菲德分别與尼克拉斯·馬蒂亞森以及特里妮·维勒森出戰冰島羽毛球國際賽，在男双準决赛以0比2（21-23、16-21）不敌队友的弗雷德里克·阿尔斯特鲁普/卡斯帕·迪內森；而混双决赛以0比2（11-21、15-21）不敌赛会4号种子、队友的尼克拉斯·馬蒂亞森/塞西莉·比耶尔恩，赢得亚军。同年11月，他与尼克拉斯·馬蒂亞森出戰芬蘭羽毛球國際賽，在男双决赛以1比2（16-21、21-9、17-21）不敌赛会头号种子、俄罗斯强档的尼基塔·哈基莫夫/瓦西里·库兹涅佐夫，赢得亚军。
2016年11月，拉塞·摩爾菲德與新西蘭選手奥利弗·莱顿-戴维斯出戰挪威羽毛球國際賽，在男双決賽中以2比0（21-18、23-21）擊敗印度艾谢·迪瓦卡/塔伦·科纳，奪得国际赛男双冠軍，亦是他首个國際系列賽男双冠军。
2017年4月，拉塞·摩爾菲德與新西蘭選手奥利弗·莱顿-戴维斯出戰荷蘭羽毛球國際賽，在男双决赛以2比1（18-21、21-10、24-22）击败了荷兰强档的吉姆·米德尔贝格/罗素·蒙斯，赢得国际赛男双冠军。同年11月，他与亚历山德拉·博尔出战挪威羽毛球國際賽，在混双决赛以1比2（11-21、21-19、11-21）不敌赛会头号种子、英格兰强档的格雷戈里·梅尔斯/珍妮·穆尔，赢得亚军。
2018年1月，拉塞·摩爾菲德與新西蘭選手奥利弗·莱顿-戴维斯出戰奧地利羽毛球公開賽，在男双决赛以2比0（21-17、21-12）击败了赛会头号种子、苏格兰强档的马丁·坎贝尔/帕特里克·麦克休，赢得国际赛男双冠军。同年2月，他分别与新西蘭選手奥利弗·莱顿-戴维斯以及萨拉·伦高出战奧地利羽毛球公開賽，在男双决赛以0比2（23-25、17-21）不敌中華台北强档的盧震/葉宏蔚，赢得亚军；而混双决赛以0比2（15-21、13-21）不敌赛会头号种子、俄罗斯强档的叶夫根尼·德雷明/叶夫根尼亚·迪莫娃，赢得亚军。同年9月，他与马蒂亚斯·贝尔-斯密特出战比利時羽毛球國際賽，在男双準决赛以0比2（19-21、15-21）不敌赛会头号种子、荷兰强档的雅高·阿伦斯/鲁宾·吉尔。同期9月，他与馬蒂亞斯·貝爾-斯密特出战捷克羽毛球公開賽，在男双準决赛以0比2（12-21、13-21）不敌赛会3号种子、波兰强档的米洛什·博哈特/亚当·克瓦林纳。同年10月，他与馬蒂亞斯·貝爾-斯密特出战荷蘭羽毛球公開賽，在男双準决赛以0比2（18-21、16-21）不敌赛会5号种子、荷兰强档的耶勒·馬斯/羅賓·塔博林。同年12月，他与馬蒂亞斯·貝爾-斯密特出战意大利羽毛球國際賽，在男双决赛以2比0（21-11、21-11）击败了赛会8号种子、俄罗斯强档的维塔利·杜尔金/尼古拉·乌卡卡，赢得国际赛男双冠军。
2019年1月，拉塞·摩爾菲德與马蒂亚斯·贝尔-斯密特出战瑞典羽毛球公開賽，在男双决赛以2比0（21-12、21-15）击败了法国强档的巴斯蒂安·凯尔索迪/朱利安·马尤，赢得国际赛男双冠军。

## 主要比賽成績
只列出曾進入準決賽的國際賽事成績：
| 年份   | 賽事               | 公開賽級別 | 項目     | 拍檔                 | 成績   |
| ------ | ------------------ | ---------- | -------- | -------------------- | ------ |
| 2015年 | 冰島羽毛球國際賽   | 國際系列賽 | 男子雙打 | 尼克拉斯·馬蒂亞森    | 準決賽 |
| 2015年 | 冰島羽毛球國際賽   | 國際系列賽 | 混合雙打 | 特里妮·维勒森        | 亞軍   |
| 2015年 | 芬蘭羽毛球國際賽   | 國際系列賽 | 男子雙打 | 尼克拉斯·馬蒂亞森    | 亞軍   |
| 2016年 | 挪威羽毛球國際賽   | 國際系列賽 | 男子雙打 | 奥利弗·莱顿-戴维斯   | 冠軍   |
| 2017年 | 荷蘭羽毛球國際賽   | 國際系列賽 | 男子雙打 | 奥利弗·莱顿-戴维斯   | 冠軍   |
| 2017年 | 挪威羽毛球國際賽   | 國際系列賽 | 混合雙打 | 亚历山德拉·博尔      | 亞軍   |
| 2018年 | 瑞典羽毛球公開賽   | 國際系列賽 | 男子雙打 | 奥利弗·莱顿-戴维斯   | 冠軍   |
| 2018年 | 奧地利羽毛球公開賽 | 國際挑戰賽 | 男子雙打 | 奥利弗·莱顿-戴维斯   | 亞軍   |
| 2018年 | 奧地利羽毛球公開賽 | 國際挑戰賽 | 混合雙打 | 萨拉·伦高            | 亞軍   |
| 2018年 | 比利時羽毛球國際賽 | 國際挑戰賽 | 男子雙打 | 马蒂亚斯·贝尔-斯密特 | 準決賽 |
| 2018年 | 捷克羽毛球公開賽   | 國際挑戰賽 | 男子雙打 | 馬蒂亞斯·貝爾-斯密特 | 準決賽 |
| 2018年 | 荷蘭羽毛球公開賽   | 超級100賽  | 男子雙打 | 馬蒂亞斯·貝爾-斯密特 | 準決賽 |
| 2018年 | 意大利羽毛球國際賽 | 國際挑戰賽 | 男子雙打 | 馬蒂亞斯·貝爾-斯密特 | 冠軍   |
| 2019年 | 瑞典羽毛球公開賽   | 國際系列賽 | 男子雙打 | 马蒂亚斯·贝尔-斯密特 | 冠軍   |
| 2019年 | 波蘭羽毛球公開賽   | 國際挑戰賽 | 男子雙打 | 馬蒂亞斯·貝爾-斯密特 | 準決賽 |
| 2019年 | 西班牙羽毛球國際賽 | 國際挑戰賽 | 男子雙打 | 馬蒂亞斯·貝爾-斯密特 | 準決賽 |
| 2019年 | 薩洛盧羽毛球公開賽 | 超級100賽  | 男子雙打 | 馬蒂亞斯·貝爾-斯密特 | 亞軍   |
| 2020年 | 薩洛盧羽毛球公開賽 | 超級100賽  | 男子雙打 | 葉普·貝伊            | 冠軍   |
| 2021年 | 全英羽毛球公開賽   | 超級1000賽 | 男子雙打 | 葉普·貝伊            | 準決賽 |
| 2021年 | 湯姆斯盃           | 其他       | 男子團體 | －                   | 季軍   |
| 2022年 | 湯姆斯盃           | 其他       | 男子團體 | －                   | 季軍   |

| 2007-2017年 | 首要超級賽 | 超級賽 | 黃金大獎賽 | 大獎賽 | 國際挑戰賽 | 國際系列賽 | 未來系列賽 | 其他 |

| 2018-2026年 | 總決賽 | 超級1000賽 | 超級750賽 | 超級500賽 | 超級300賽 | 超級100賽 | 國際挑戰賽 | 國際系列賽 | 未來系列賽 | 其他 |

### 奧運會和世錦賽參賽紀錄
|          | 搭檔      | 2022 | 2023 |
| -------- | --------- | ---- | ---- |
| 男子雙打 | 葉普·貝伊 | 16強 | 32強 |